# Сповідь економічного вбивці
«Сповідь економічного вбивці» (англ. Confessions of an Economic Hit Man) — книга Джона Перкінса, видана у 2004 році. Стала бестселером у США та Європі.
Перша у світі автобіографічна розповідь про життя, підготовку та методи діяльності особливої «надтаємної групи „економічних убивць“ — професіоналів найвищого рівня, покликаних працювати з вищими політичними та економічними лідерами країн світу, які цікавлять США».

## Сюжет
У книзі-сповіді Джон Перкінс розкриває таємні пружини світової економічної політики, пояснює дивні «збіги» і «випадковості» недавнього часу, що різко змінили наше життя.

«Економічні вбивці (ЕУ) — це високооплачувані професіонали, які виманюють у різних держав по всьому світу трильйони доларів. Гроші, отримані цими країнами від Світового банку, Агентства США з міжнародного розвитку (USAID) та інших зарубіжних організацій, що надають «допомогу», вони перекачують в сейфи найбільших корпорацій і кишені кількох найбагатших сімей, контролюючих світові природні ресурси. Вони використовують такі засоби, як шахрайські маніпуляції з фінансовою звітністю, підтасування при виборах, хабарі, вимагання, секс і вбивства. Вони грають в стару як світ гру, яка набуває загрозливих розмірів зараз, у часи глобалізації».